# 2. deild karla 1978
Mùa giải 1978 của 2. deild karla là mùa giải thứ 13 của giải bóng đá hạng ba ở Iceland.

## Bảng A
| Vị thứ | Đội       | Số trận | Điểm | Ghi chú            |
| ------ | --------- | ------- | ---- | ------------------ |
| 1      | Selfoss   | 10      | 18   | Vào vòng Chung kết |
| 2      | Víðir     | 10      | 16   |                    |
| 3      | Grindavík | 10      | 12   |                    |
| 4      | Hekla     | 10      | 7    |                    |
| 5      | Þór Þ.    | 10      | 5    |                    |
| 6      | USVS      | 10      | 4    |                    |

## Bảng B
| Vị thứ | Đội         | Số trận | Điểm | Ghi chú            |
| ------ | ----------- | ------- | ---- | ------------------ |
| 1      | Njarðvík    | 10      | 18   | Vào vòng Chung kết |
| 2      | Léttir      | 10      | 11   |                    |
| 3      | Bolungarvík | 10      | 9    |                    |
| 4      | ÍK          | 10      | 9    |                    |
| 5      | Stefnir     | 10      | 7    |                    |
| 6      | Stjarnan    | 10      | 6    |                    |

## Bảng C
| Vị thứ | Đội          | Số trận | Điểm | Ghi chú            |
| ------ | ------------ | ------- | ---- | ------------------ |
| 1      | Víkingur Ó.  | 10      | 18   | Vào vòng Chung kết |
| 2      | Afturelding  | 10      | 15   |                    |
| 3      | Leiknir R.   | 10      | 11   |                    |
| 4      | Snæfell      | 10      | 8    |                    |
| 5      | Skallagrímur | 10      | 4    |                    |
| 6      | Óðinn        | 10      | 4    |                    |

## Bảng D
| Vị thứ | Đội             | Số trận | Điểm | Ghi chú            |
| ------ | --------------- | ------- | ---- | ------------------ |
| 1      | KS              | 8       | 16   | Vào vòng Chung kết |
| 2      | Tindastóll      | 8       | 9    |                    |
| 3      | Leiftur         | 8       | 7    |                    |
| 4      | Dalvík          | 8       | 6    |                    |
| 5      | Höfðstrendingur | 8       | 2    |                    |

## Bảng E
| Vị thứ | Đội       | Số trận | Điểm | Ghi chú            |
| ------ | --------- | ------- | ---- | ------------------ |
| 1      | Magni     | 8       | 12   | Vào vòng Chung kết |
| 2      | Árroðinn  | 8       | 11   |                    |
| 3      | HSÞ-b     | 8       | 10   |                    |
| 4      | Dagsbrún  | 8       | 6    |                    |
| 5      | Reynir Á. | 8       | 1    |                    |

## Bảng F
| Vị thứ | Đội                 | Số trận | Điểm | Ghi chú            |
| ------ | ------------------- | ------- | ---- | ------------------ |
| 1      | Einherji            | 10      | 17   | Vào vòng Chung kết |
| 2      | Sindri              | 10      | 15   |                    |
| 3      | Leiknir F.          | 10      | 11   |                    |
| 4      | Huginn              | 10      | 9    |                    |
| 5      | Hrafnkell Freysgoði | 10      | 6    |                    |
| 6      | Höttur              | 10      | 2    |                    |

## Vòng Chung kết

### Bảng A
| Vị thứ | Đội      | Số trận | Thắng | Hòa | Thua | Bàn thắng | Bàn thua | Hiệu số | Điểm | Ghi chú                  |
| ------ | -------- | ------- | ----- | --- | ---- | --------- | -------- | ------- | ---- | ------------------------ |
| 1      | Magni    | 2       | 1     | 1   | 0    | 4         | 3        | +1      | 3    | Thăng hạng 1. deild 1979 |
| 2      | Einherji | 2       | 0     | 2   | 0    | 3         | 3        | 0       | 2    |                          |
| 3      | Njarðvík | 2       | 0     | 1   | 1    | 4         | 5        | -1      | 1    |                          |

### Bảng B
| Vị thứ | Đội         | Số trận | Thắng | Hòa | Thua | Bàn thắng | Bàn thua | Hiệu số | Điểm | Ghi chú                  |
| ------ | ----------- | ------- | ----- | --- | ---- | --------- | -------- | ------- | ---- | ------------------------ |
| 1      | Selfoss     | 2       | 1     | 1   | 0    | 4         | 1        | +3      | 3    | Thăng hạng 1. deild 1979 |
| 2      | Víkingur Ó. | 4       | 1     | 0   | 1    | 2         | 3        | -1      | 2    |                          |
| 3      | KS          | 4       | 0     | 1   | 1    | 1         | 3        | -2      | 1    |                          |

### Chung kết
| Đội 1   | Tỉ số | Đội 2 |
| ------- | ----- | ----- |
| Selfoss | 3–0   | Magni |

Cả Selfoss và Magni đều giành quyền thăng hạng 1. deild karla 1979.